# 冨永星
冨永 星（とみなが ほし、1955年〈昭和30年〉12月13日 - ）は、日本の翻訳家。日本文藝家協会会員。
京都府生まれ。
1974年、東京都立立川高等学校を卒業。
1980年、京都大学理学部数理科学系を卒業。
国立国会図書館司書、駐日イタリア大使館のイタリア東方学研究所司書、自由の森学園教員などを経て、現在は一般向け数学啓蒙書、児童文学などの翻訳、紹介に従事。一般向けの啓蒙書や数学入門書の翻訳業を評価され、第16回・2020年度日本数学会出版賞を受賞。
代表的な翻訳書2冊は、ブライアン・ヘイズ著作『ベッドルームで群論を──数学的思考の愉しみ方』（原題『Group theory in the bedroom』、みすず書房、2010年9月、ISBN 978-4-622-07548-6）および、カルロ・ロヴェッリ著作『世界は「関係」でできている──美しくも過激な量子論』（原題『Helgoland』、NHK出版、2021年10月、ISBN 978-4-14-081881-7）である（2024年時点）。

## 共著書
- 『数学者訪問　輝数遇数PARTI』内村直之、亀井哲治郎、里田明美、吉田宇一、現代数学社、2020年
- 『数学者訪問　輝数遇数PARTⅡ』内村直之、亀井哲治郎、 里田明美、長谷川聖治、吉田宇一、現代数学社、2022年

## 訳書
- I.M.ゲルファント、E.G.グラゴーレヴァ、E.E.シノール『ゲルファント先生の学校に行かずにわかる数学1　関数とグラフ』岩波書店、1999年
- I.M.ゲルファント、E.G.グラゴーレヴァ、A.A.キリーロフ『ゲルファント先生の学校に行かずにわかる数学2　座標』岩波書店、2000年
- I.M.ゲルファント、A.シェン『ゲルファント先生の学校に行かずにわかる数学3　代数』岩波書店、2000年
- ジ・アービンガー・インスティチュート『箱―─GETTING OUT OF THE BOX』文春ネスコ、2001年
- ジーン・フリッツ著、トミー・デ・パオラ イラスト『合衆国憲法のできるまで』阿川尚之監修、あすなろ書房、2002年
- マロリー・ブラックマン『うそつき』ポプラ社、2002年
- マルコム・マクファーソン『子ゾウのエイミー』学習研究社、2003年
- シャーマン・スタイン『数学ができる人はこう考える―─実践=数学的思考法』白揚社、2003年
- レニー・グラント=ウィリアムズ『人生の勝者になる! 声の出し方・話し方―─自信がつき、好印象を与え、信頼を高める声のテクニック』米山文明監修、ダイヤモンド社、2003年
- テリー・プラチェット『天才ネコ モーリスとその仲間たち』あすなろ書房、2004年
- マロリー・ブラックマン『コーラムとセフィーの物語―─引き裂かれた絆』ポプラ社、2004年
- ピーター・M・ヒギンズ『想像力で解く数学―幾何の発想をきたえる』白揚社、2005年
- マーカス・デュ・ソートイ『素数の音楽』新潮社、2005年、のち新潮文庫
- アンドレア・パロット『デートレイプってなに?―─知りあいからの性的暴力』村瀬幸浩監修、大月書店、2005年
- バーバラ・コロローソ『いじめの根を絶ち子どもを守るガイド―─親と教師は暴力のサイクルをいかに断ち切るか』東京書籍、2006年
- E・R・フランク 『少年アメリカ』日本評論社、2006年
- アンジェラ・ジョンソン『天使のすむ町』小峰書店、2006年
- キース・デブリン『数学する本能―─イセエビや、鳥やネコや犬と並んで、あなたが数学の天才である理由』日本評論社、2006年
- E・R・フランク『天国にいちばん近い場所』ポプラ社、2006年
- キャロリン・シンプソン『もしかして妊娠―─そこからの選択肢』村瀬幸浩監修、大月書店、2006年
- テリー・プラチェット『魔女になりたいティファニーと奇妙な仲間たち』あすなろ書房、2006年
- アービンジャー・インスティチュート『自分の小さな「箱」から脱出する方法──人間関係のパターンを変えれば、うまくいく！』金森重樹監修、大和書房、2006年
- ヒラリー・マッカイ『サフィーの天使』小峰書店、2007年
- マーセル・ダネージ『パズル本能―─ヒトはなぜ難問に魅かれるのか?』白揚社、2007年
- ヒラリー・マッカイ『インディゴの星』小峰書店、2007年
- ジェーン・パヴァネル『セックス・ブック―─十代からの心と体の辞典』河出書房新社、2008年
- ベス・ウィルキンソン『だいじょうぶ? 体でアート―─ピアス&タトゥーのリスク』大月書店、2009年
- エドウィン・アボット・アボット著、イアン・スチュアート注釈『フラットランド 多次元の冒険』日経BP、2009年
- D・ルエール『数学者のアタマの中』岩波書店、2009年
- イアン・ホワイトロー『単位の歴史―─測る・計る・量る』大月書店、2009年
- ジェニー・ヴァレンタイン『ヴァイオレットがぼくに残してくれたもの』小学館、2009年
- ジャイルズ・スパロウ『ビジュアル版 宇宙への旅』岩崎書店、2009年
- トム・ジーグフリード『もっとも美しい数学 ゲーム理論』文春文庫、2010年
- マーカス・デュ・ソートイ『シンメトリーの地図帳』新潮社、2010年、のち新潮文庫
- テリー・プラチェット『見習い魔女ティファニーと懲りない仲間たち』あすなろ書房、2010年
- スーザン・フレチャー『星が導く旅のはてに』徳間書店、2010年
- ブライアン・ヘイズ『ベッドルームで群論を――数学的思考の愉しみ方』みすず書房、2010年
- イアン・F・マクニーリー、ライザ・ウルヴァートン『知はいかにして「再発明」されたか』長谷川一解説、日経BP、2010年
- アルトゥーロ・サンガッリ『ピュタゴラスの復讐──数学ミステリー』日本評論社、2010年
- ポール・マーディン『宇宙の謎――65の発見物語』岩波書店、2012年
- マーカス デュ・ソートイ『数字の国のミステリー』新潮社、2012年、のち新潮文庫
- シャロン・バーチュ・マグレイン『異端の統計学 ベイズ』草思社、2013年、のち草思社文庫
- ヒラリー・マッカイ作、田中六大絵『チャーリー、ただいま家出中』徳間書店、2014年
- スティーヴン・ストロガッツ『xはたの(も)しい──魚から無限に至る、数学再発見の旅』早川書房、2014年
- トム・ジャクソン『歴史を変えた100の大発見 数学──新たな数と理論の発見史』丸善出版、2014年
- イアン・スチュアート 『若き数学者への手紙』ちくま学芸文庫、2015年
- オスカー・E.フェルナンデス『微分、積分、いい気分。』岩波書店、2016年
- David Reimer『古代エジプトの数学──文明繁栄のアルゴリズム』礒田正美監修、丸善出版 、2017年
- ジェイソン・ウィルクス『1から学ぶ大人の数学教室──円周率から微積分まで』早川書房、2018年
- マーカス・デュ・ソートイ『知の果てへの旅』新潮社、2018年
- キース・デブリン『数学的に考える ──問題発見と分析の技法』ちくま学芸文庫、2018年
- マリアナ・クック『MATHEMATICIANS──数学することは、生きることだ。』森北出版、2019年
- カルロ・ロヴェッリ『時間は存在しない』NHK出版、2019年
- キット・イェーツ『生と死を分ける数学──人生の(ほぼ)すべてに数学が関係するわけ』草思社、2020年、のち草思社文庫
- マーカス・デュ・ソートイ『レンブラントの身震い』新潮社、2020年
- ヒラリー・マッカイ『ルーパートのいた夏』徳間書店、2020年
- フィリップ・オーディング『1つの定理を証明する99の方法』森北出版、2021年
- カルロ・ロヴェッリ『世界は「関係」でできている──美しくも過激な量子論』NHK出版、2021年
- ヘルマン・ワイル『シンメトリー』ちくま学芸文庫、2022年
- マーカス・デュ・ソートイ『数学が見つける近道』新潮社、2023年
- カルロ・ロヴェッリ『規則より思いやりが大事な場所で 物理学者はいかに世界を見ているか』NHK出版、2023年

## 共訳書
- スティーブン・M・クリストル、ピーター・シーレイ『シンプリシティ・マーケティング─―顧客ストレスを解消する単純化戦略』藤江俊彦監訳、ダイヤモンド社、2002年
- サム・ヒル『変化を読み切る!　ビジネス・トレンド60』堀紘一共訳、ダイヤモンド社、2003年
- ジャクリーン・ウィルソン、メグ・キャボット他『シャイニング・オン』理論社、2007年
- ヤニス・クセナキス『形式化された音楽』野々村禎彦監訳、筑摩書房、2017年